# Andrea Thompson
Rebecca Andrea Thompson (Dayton, 6 gennaio 1960) è un'attrice e giornalista statunitense.

## Biografia
Andrea Thompson è nata il 6 gennaio 1960 a Dayton. Quando aveva sei anni, si è trasferita assieme alla sua famiglia in Australia. Ha lasciato il liceo a 16 anni, e successivamente, si è trasferita a New York. Lì ha iniziato a fare la modella e ha studiato recitazione allo Strasberg Studio e all'Herbert Berghof Studio.
Il suo primo ruolo cinematografico importante è stato nel film del 1987 Wall Street, nel quale ha interpretato il ruolo di Lisa. Nel 1989, inizia a recitare nella soap opera Falcon Crest, nei panni di Genele Ericson e della Maggie Dawson nella serie In viaggio nel tempo. Nel 1991, ha interpretato l'infermiera Helen Caldwell nella commedia Fuori di testa. Nel 1993 è stata scelta per interpretare Talia Winters, nella serie Babylon 5.
Successivamente, è entrata nel cast di JAG - Avvocati in divisa, interpretando la Comandante Alison Krennick. Ha poi interpretato il ruolo della detective Jill Kirkendall in quattro stagioni in quattro stagioni della serie NYPD - New York Police Department.
Nel 1999, inizia la sua carriera da giornalista, lavorando per un anno con Jack Hubbard, direttore associato del New Service dell'Università di Stanford e giornalista di CBS News. Ha iniziato il suo lavoro ad Albuquerque, come reporter.
Nel giugno del 2001, si è unita a CNN Headline News, come conduttore serale. Thompson ha lasciato la rete nel marzo 2002.
Dopo aver lasciato la CNN, è andata a lavorare per Court TV, apparendo in alcune puntate di Forensic Files.
Nel 2003 inizia ad interpretare la dottoressa Nicole Duncan, nella serie televisiva 24.
Nel 2007, è apparsa nella seconda stagione di Bones.
Nel 2009, interpreta l'agente Anne Hudson, in un episodio di Criminal Minds.

## Vita privata
Thompson è stata sposata con David Guc dal 1987 al 1990 e con l'attore Jerry Dole dal 1995 al 1997. Nel 1992, ha dato alla luce il suo unico figlio, Alec.

## Filmografia

### Cinema
- Manhattan gigolò, regia di Amasi Damiani (1985)
- Nightmare Weekend, regia di Henri Sala (1986)
- Wall Street, regia di Oliver Stone (1987)
- Mare e voglia di... (Hot Splash), regia di James Ingrassia (1988)
- Galeotti sul pianeta Terra (Doin' Time on Planet Earth), regia di Charles Matthau (1988)
- Fuori di testa (Delirious), regia di Tom Mankiewicz (1991)
- A Gun, a Car, a Blonde, regia di Stefani Ames (1997)
- Lost Valley, regia di Dale G. Bradley (1998)
- Rocket's Red Glare, regia di Chris Bremble (2000)

### Televisione
- Crime Story – serie TV, episodio 2x06 (1987)
- Spenser (Spenser: For Hire) – serie TV, episodio 3x19 (1988)
- Monsters – serie TV, episodio 1x03 (1988)
- Falcon Crest – serie TV, 19 episodi (1989-1990)
- Hanna & Barbera Robot (Wake, Rattle, and Roll) – serie TV (1990)
- Chillers – serie TV, episodio 1x12 (1990)
- In viaggio nel tempo (Quantum Leap) – serie TV, episodio 3x02 (1990)
- Baywatch – serie TV, 2 episodi (1991)
- La signora in giallo (Murder, She Wrote) – serie TV, episodio 8x03 (1991)
- Civil Wars – serie TV, episodio 1x11 (1992)
- Due poliziotti a Palm Beach (Silk Stalkings) – serie TV, episodio 2x18 (1993)
- Babylon 5 – serie TV, 44 episodi (1994-1995)
- Un filo nel passato (Nowhere Man) – serie TV, episodio 1x21 (1996)
- Una giungla di stelle per capitan Simian (Captain Simian & the Space Monkeys) – serie TV, episodio 1x04 (1996)
- Arli$$ – serie TV, episodio 2x08 (1997)
- NYPD - New York Police Department (NYPD Blue) – serie TV, 77 episodi (1996-2000)
- La famiglia della giungla (The Wild Thornberrys) – serie TV, 2 episodi (2000)
- The Division – serie TV , episodio 4x06 (2004)
- JAG - Avvocati in divisa (JAG) – serie TV, 7 episodi (1996-2004)
- Touching Evil – serie TV, episodio 1x03 (2004)
- 24 – serie TV, 5 episodi (2003-2004)
- Medical Investigation – serie TV, episodio 1x05 (2004)
- Bones – serie TV, episodio 2x19 (2007)
- Heroes: Destiny – miniserie TV, 4 episodi (2008)
- Criminal Minds – serie TV, episodio 5x08 (2009)
- Quarry - Pagato per uccidere (Quarry) – miniserie TV, episodio 1x01 (2016)

## Doppiatrici italiane
Nelle versioni in italiano delle opere in cui ha recitato, Andrea Thompson è stata doppiata da:
- Angiola Baggi in Wall Street
- Gabriella Borri in NYPD - New York Police Department
- Aurora Cancian in JAG - Avvocati in divisa
- Antonella Giannini in Criminal Minds
- Stefania Romagnoli in Bones